# Luigi Negri (politico)
Luigi Negri (Codogno, 4 agosto 1956) è un politico, architetto e antiquario italiano.

## Biografia

### Famiglia e studi
Figlio di Paola Pontini e Francesco Negri, è sposato con Elena Gazzola. Milanese, avvocato civilista già Presidente del Consiglio comunale di Milano e Assessore al Federalismo e alle Politiche femminili in Regione Lombardia.
La sorella, Sabina, fu moglie di Roberto Calderoli.
Frequenta le scuole elementari a San Fiorano, piccolo centro del basso lodigiano in cui vive, le medie e il ginnasio a Codogno presso il “Liceo-Ginnasio Ognissanti”; completa gli studi classici al Liceo San Francesco di Lodi. Si laurea in Architettura presso il Politecnico di Milano con una tesi su “Giovanni Battista Barattieri e l'architettura d'acque”.

### Attività professionali
Svolge le prime esperienze professionali presso lo studio dello zio materno, Francesco Pontini, occupandosi soprattutto di agrimensura e di architettura rurale; in contemporanea insegna presso diverse scuole medie e medie superiori del lodigiano: Codogno, Caselle Landi, Caselle Lurani, San Colombano al Lambro.
Nei primi anni ottanta dà vita, con i giovani colleghi architetti Gianni Utica, Vitaliano Lacchini e Carlo Alberto Garioni al gruppo “Nuovo Spazio”, insieme allestiscono due importanti mostre: “Archi-lettura del territorio” e “Ospedale Felice Soave: due secoli di storia”.
La passione per la storia dell'arte lo porta ad approfondire soprattutto lo studio della porcellana iniziandolo al collezionismo.
Negli stessi anni collabora con l'emittente locale “Radio Poster” assumendo la carica di responsabile dei servizi giornalistici e di approfondimento politico.

### Attività istituzionale e politica
Da sempre appassionato di politica, federalista ed europeista convinto, nel 1987 aderisce alla neonata “Lega Lombarda” divenendone Segretario provinciale di Milano nel 1989.
Alle elezioni europee del giugno 1989 è candidato in tutte e cinque le circoscrizioni; nell'autunno dello stesso anno viene eletto in consiglio comunale a Seveso.
Nel maggio del 1990 viene eletto alla Provincia di Milano e nominato capogruppo della Lega Nord, nata nel dicembre del 1989 dalla fusione della Lega Lombarda con la Liga Veneta di Franco Rocchetta, Piemont Autonomista di Gipo Farassino e altri movimenti regionali. Il gruppo è composto da sette consiglieri tra i quali i futuri parlamentari Giorgio Brambilla e Marcello Lazzati oltre a Massimo Zanello che nel 1994 assumerà la carica di Presidente della Provincia di Milano.
Alle elezioni politiche dell'aprile del 1992 viene eletto alla Camera dei deputati nella circoscrizione Milano-Pavia.
Nel corso della XI legislatura è membro della VII Commissione “Cultura Scienza ed Istruzione” e della Commissione bicamerale per l'Indirizzo Generale e la Vigilanza dei Servizi Radiotelevisivi.
Nella primavera del 1993 viene incaricato da Umberto Bossi di organizzare la campagna elettorale di Marco Formentini a sindaco di Milano. Le elezioni di giugno si concludono con un trionfo della lista al primo turno - oltre il 40% dei voti con 36 consiglieri eletti – e l'elezione di Formentini al ballottaggio con più del 57%.
Al secondo Congresso della Lega Lombarda (Assago, 11-12 dicembre 1993), nel corso del quale viene presentato un nuovo progetto di riforma federale dello Stato denominato “Decalogo di Assago”, Negri viene eletto per acclamazione segretario, succedendo nella carica al fondatore Umberto Bossi. Nel suo intervento prende l'impegno di far eleggere tutti i candidati leghisti nei collegi lombardi alle imminenti elezioni politiche: cosa che puntualmente si avvera nel febbraio 1994. Negri, candidato alla Camera dei Deputati nel collegio 2 di Milano (Venezia – Buenos Aires) viene rieletto a Montecitorio con il 59,4 % dei voti.
Il 2 ottobre 1994 viene rieletto segretario  nel corso del terzo congresso nazionale della Lega Lombarda-Lega Nord.
Nel corso della XII legislatura è membro delle Commissioni: I “Affari costituzionali”; III “Affari esteri e comunitari”; XIII “Agricoltura”.
Nel corso della medesima legislatura, giudicando coerente con il proprio mandato di eletto nella coalizione di centrodestra opporsi al “ribaltone” messo in atto da Bossi per far cadere il governo presieduto da Silvio Berlusconi, abbandona il gruppo della Lega Nord per dare vita, insieme a 20 deputati e 10 senatori, alla Lega Italiana Federalista. Il nuovo gruppo, che fa riferimento al professor Gianfranco Miglio comprende, tra gli altri i deputati Giuseppe Rossetto, Marcello Lazzati, Francesca Valenti, Vincenzo Ciruzzi e Mario Masiero.
Finita la XII legislatura dopo aver costituito il Partito Federalista insieme al sen. Miglio, viene candidato come indipendente nelle liste del Polo delle Libertà nel collegio 7, Lombardia 2 - Saronno. Viene eletto con 31.301 voti.
Poco dopo l'elezione il Presidente della Camera Luciano Violante lo invita, con un gruppo di deputati laureati in architettura, ad elaborare un progetto di risistemazione di piazza Montecitorio.
Nel corso della XIII legislatura è commissario della IX “Trasporti, poste e telecomunicazioni”; della X “Attività produttive, commercio e turismo”; della bicamerale “Questioni regionali”.

### La professione di antiquario
La passione per la Storia dell'arte, che negli anni lo hanno avvicinato al collezionismo, lo porta a specializzarsi nello studio della porcellana antica, soprattutto europea. Nel 2001 inizia così l'attività di antiquario sotto l'insegna di “Arcanomania” denominazione derivante dal termine “Arcanum”, utilizzato dalla scrittrice americana  Janet Gleeson per definire la formula segreta della porcellana.
Negli anni successivi partecipa a diverse mostre nazionali ed internazionali tra le quali “Esposizione antiquari milanesi” di Milano, “Mercateinfiera” di Parma, “Salon des antiquaires” di Antibes.
Si applica in modo particolare allo studio della porcellana tedesca, soprattutto di Meissen, prima manifattura europea, nata nel 1710. Così nel 2010 riceve l'incarico di allestire un'esposizione antologica per celebrare i trecento anni della manifattura. La mostra, cui seguirà una pubblicazione, viene realizzata presso lo spazio espositivo della PricewaterhouseCoopers di via Monte Rosa a Milano.

### L'Epistocrazia
La passione politica comunque non lo abbandona e i suoi studi si concentrano sulla crisi delle democrazie occidentali. Nel 2018 la lettura del saggio Against Democracy del politologo americano Jason Brennan lo avvicina al pensiero epistocratico che teorizza una forma di governo basata sulla conoscenza. In collaborazione con Nicolò Gallinari, Simone Bonatelli e Francesco Di Preta elabora il “Manifesto dell'Epistocrazia” che contiene diverse proposte di riforma della Costituzione della Repubblica Italiana. Con loro fonda, alla fine del 2019 l'associazione politico-culturale “Epistocrazia”, all'interno della quale ricopre il ruolo di Segretario organizzativo.